# Große Pest von London

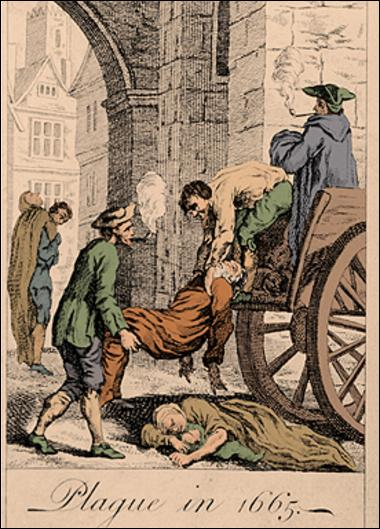
Bild der großen Pest von London

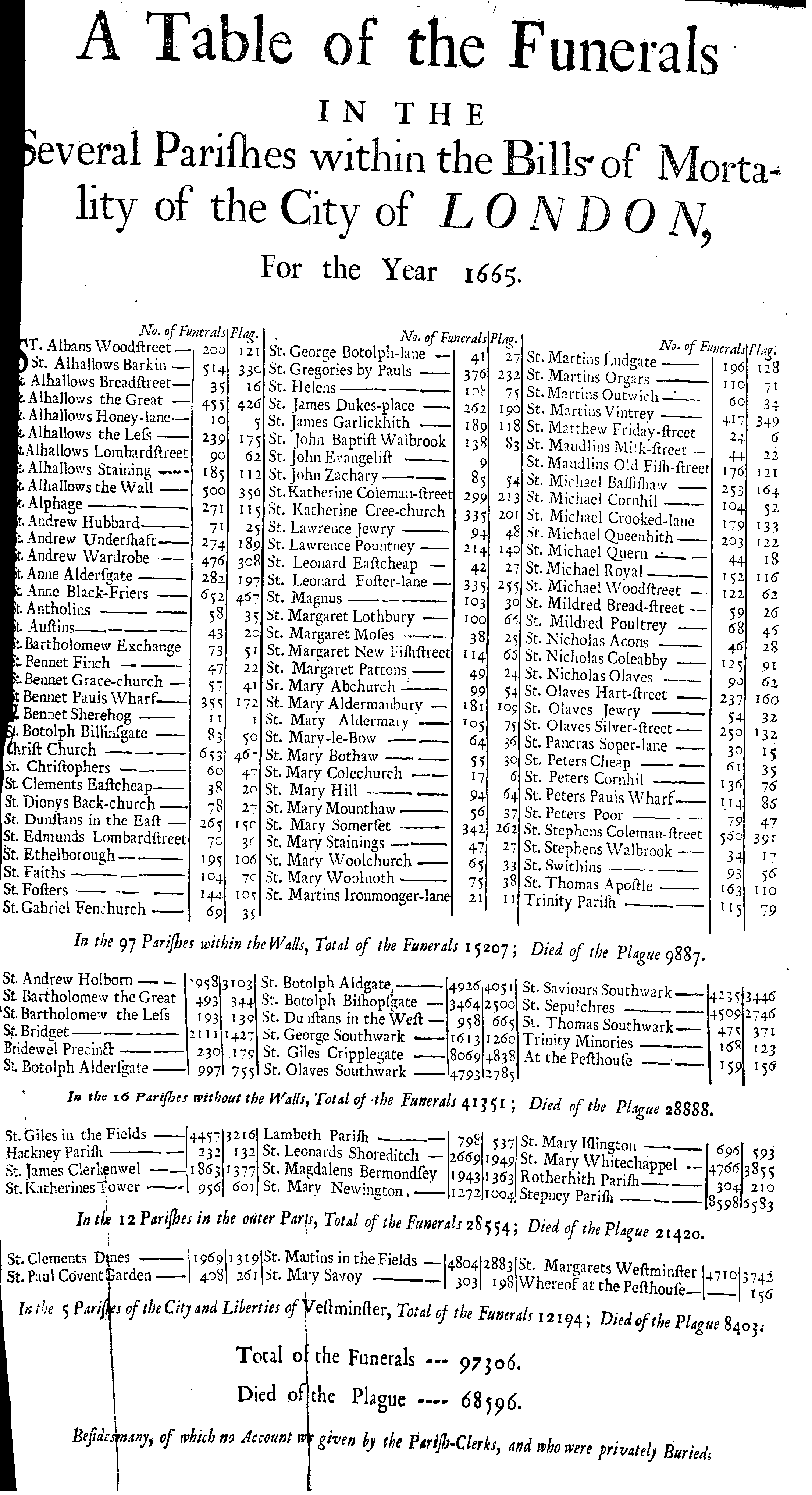
Verzeichnis der Beerdigungen des Jahres 1665, aufgeschlüsselt nach Pfarrbezirk, gewöhnlichen Todesfällen und Pesttoten

Als Große Pest von London (englisch Great Plague of London) wird eine Pestepidemie im Süden Englands bezeichnet, die sich in den Jahren 1665 und 1666 ereignete. Sie forderte rund 100.000 Todesopfer, davon ca. 70.000 in London, was etwa einem Fünftel der Stadtbevölkerung entsprach. Die Folgen waren weitaus weniger verheerend als beispielsweise in der Zeit des Schwarzen Todes von 1347 bis 1353, doch wurde diese Epidemie als „Große Pest“ bezeichnet, weil sie eine der letzten in Europa war.

## Verlauf
Es wird angenommen, dass die Yersinia-pestis-Bakterien mit einem niederländischen Schiff nach England eingeschleppt wurden, das Ballen mit Baumwolle aus Amsterdam an Bord hatte. Die Pest war seit 1654 periodisch in den Niederlanden aufgetreten. Die Hafengebiete außerhalb Londons, wo die armen Arbeiter in erbärmlichen Behausungen zusammengepfercht lebten, waren als erste von der Pest betroffen. Im Winter 1664/65 gab es mehrmals Berichte über Tote. Der Winter war allerdings sehr kalt, was die Ansteckungsrate in Grenzen hielt. Die Frühlings- und Sommermonate hingegen waren außergewöhnlich warm und sonnig, was die rasche Ausbreitung der Pest begünstigte. Es wurden keine Aufzeichnungen über Tote unter den ärmsten Bewohnern geführt. Der erste registrierte Pesttodesfall war jener von Margaret Porteous am 12. April 1665.
Im Juli 1665 hatte die Pest die City of London erreicht. König Karl II., seine Familie und sein Hofstaat verließen die Stadt und zogen nach Oxford. Hingegen blieben der Lord Mayor und die Ratsherren auf ihren Posten. Die Geschäfte wurden geschlossen, als die meisten wohlhabenden Händler und Handwerker ebenfalls flohen. Nur eine kleine Anzahl von Klerikern, Ärzten und Apothekern entschloss sich zu bleiben. Pestärzte zogen durch die Straßen und stellten Diagnosen bei Opfern, obwohl viele gar nicht die nötige Ausbildung besaßen.
Verschiedene gesundheitliche Maßnahmen wurden angeordnet. Die Stadtbehörden stellten die Ärzte in ihren Dienst und die Beerdigungen wurden bis ins Detail organisiert. Die Bewohner wurden dazu angehalten, Feuer Tag und Nacht brennen zu lassen, weil man hoffte, dass dadurch die Luft gereinigt würde. Stark riechende Substanzen wie Pfeffer, Hopfen und Weihrauch wurden ebenfalls verbrannt, um eine mögliche Ansteckung abzuwehren. Die Einwohner, auch junge Kinder, wurden aufgefordert, Tabak zu rauchen.
Obwohl sich die Pest hauptsächlich auf London konzentrierte, waren auch andere Landesgegenden betroffen. Das wohl bekannteste Beispiel ist das Dorf Eyam in der Grafschaft Derbyshire. Die Pest wurde durch ein Paket mit Textilien eingeschleppt, das aus London hierher geschickt worden war. Das Dorf verhängte über sich selbst eine Quarantäne. Etwa die Hälfte der Einwohner starben, doch bremsten sie dadurch eine weitere Ausbreitung in die umliegenden Gegenden.
Aufzeichnungen belegen, dass Mitte Juli 1665 in London rund 1000 Menschen pro Woche an der Pest starben; im September 1665 waren es 7000 pro Woche. Im Spätherbst begann die Zahl der Neuansteckungen langsam zu sinken und im Februar 1666 erschien es für den König und sein Gefolge sicher genug, in die Stadt zurückzukehren. Die Pest hatte in der Zwischenzeit über die Handelswege Frankreich erreicht, wo die Infektionskette dann im darauf folgenden Winter abbrach.
In der Hauptstadt forderte die Seuche im Verlauf des Jahres weitere Todesopfer, jedoch in einem überschaubaren Rahmen. Der Große Brand von London vom 2. bis zum 5. September 1666 zerstörte einen großen Teil der überbevölkerten Wohn- und Geschäftsbereiche der Stadt. Dieses Ereignis hatte zur Folge, dass die Pest endgültig gestoppt wurde, weil praktisch alle verseuchten Ratten und Flöhe in den Flammen verbrannten. Nach dem Großen Brand wurde London wieder aufgebaut. Allerdings wurden Stroh- und Reet-Dächer verboten und die Stadt erhielt ein einfaches Abwassersystem.

## Literarische Verarbeitung
- Geraldine Brooks: Das Pesttuch. Roman („Year of wonders“). Bertelsmann Verlag, München 2001, ISBN 3-570-00673-5 (spielt während der Zeit der großen Pest).
- Daniel Defoe: Die Pest zu London („A journal of the plague year“). Ullstein, Frankfurt/M. 1997, ISBN 3-548-23764-9 Digitalisat.
- John Evelyn: The diary of John Evelyn. Everyman's Library, London 2006, ISBN 1-85715-291-3.
- Samuel Pepys: Das geheime Tagebuch („The diary“). Insel-Verlag, Frankfurt/M. 1995, ISBN 3-458-32337-6 (detaillierte Schilderung der Pestepidemie)
- Robert Steadman: Pepy's Diary. Kantate (musikalische Bearbeitung von Samuel Pepys’ Tagebuch)
- Neal Stephenson: Quicksilver. Roman. Goldmann, München 2006, ISBN 3-442-46183-9 (einige Kapitel handeln vom pestverseuchten London).
- Mary Hooper: Die Schwester der Zuckermacherin, Bloomsbury, London 2006, ISBN 3-8270-5144-4 (die Geschichte eines Geschwisterpaares in London, während der großen Pest)
- Edward Rutherfurd: London („London. The Novel“), Droemer Knaur, München 2000, ISBN 3-426-61830-3 (Das 13. Kapitel handelt von der Pest und dem Großen Brand)